# Heliotropium longistylum
Heliotropium longistylum är en strävbladig växtart som beskrevs av Rodolfo Amando Philippi. Heliotropium longistylum ingår i Heliotropsläktet som ingår i familjen strävbladiga växter. Inga underarter finns listade i Catalogue of Life.